# Universal Religion Chapter 7
Universal Religion Chapter 7 – siódma kompilacja z serii Universal Religion, holenderskiego DJ-a i producenta muzycznego Armina van Buurena. Wydawnictwo ukazało się 13 września 2013 roku nakładem wytwórni płytowej Armada Music. Nagrania zrealizowano w klubie Privilege na Ibizie.

## Lista utworów
Opracowano na podstawie materiału źródłowego.

### CD 1
1. Antony Waldhorn – Theatrum (Intro Rework) - 3:50
2. Mark Sixma – Character (Radio Edit) - 3:45
3. CE3SAR – Lakota (ilan Bluestone Remix) - 3:26
4. Arisen Flame – Gladius (Radio Edit) - 3:35
5. Alex M.O.R.P.H. & Natalie Gioia – Dreams (Radio Edit) - 4:22
6. Rex Mundi – Aureolo (Radio Edit) - 3:41
7. Mark Knight, D. Ramirez V Underworld – Downpipe (Armin van Buuren Remix) - 3:46
8. Armin van Buuren feat. Cindy Alma – Beautiful Life (Protoculture Remix) - 3:51
9. Ørjan Nilsen – Violetta (Radio Edit) - 3:15
10. Omnia – Immersion (Original Mix Edit) - 3:50
11. Skytech – The Other Side (Radio Edit) - 2:59
12. Ronski Speed feat. Lucy Saunders – Rise Again (Omnia Remix) - 6:11
13. Dash Berlin feat. Jonathan Mendelsohn – World Falls Apart (Jorn van Deynhoven Remix) - 3:16
14. Eximinds – Euphoria (Radio Edit) - 3:27
15. Max Graham – The Evil ID (Radio Edit) - 3:45
16. Andrew Rayel & Jwaydan – Until The End (Club Edit) - 3:30

### CD 2
1. Andrew Rayel – Dark Warrior (Radio Edit) - 2:53
2. Ralphie B – Ragnarok (Radio Edit) - 3:59
3. ECO – A Cry To The Moon (Radio Edit) - 4:26
4. Alex M.O.R.P.H. – Eternal Flame (Solarstone Pure Radio Edit) - 3:48
5. Craig Connelly & Christina Novelli – Black Hole (Jorn van Deynhoven Radio Edit) - 3:59
6. Wach – The Queen (Radio Edit) - 3:29
7. Simon Patterson feat. Lucy Pullin – The One (Radio Edit) - 3:14
8. Jorn van Deynhoven – Six Zero Zero (Radio Edit) - 3:39
9. Ciro Visone – First Coming (Ian Standerwick Remix) - 8:52
10. Andrew Rayel & Alexandre Bergheau – We Are Not Afraid Of 138 (Radio Edit) - 3:28
11. Dart Rayne & Yura Moonlight and Sarah Lynn – Silhouette (Allen & Envy Radio Edit) - 3:38
12. Sergey Nevone & Simon O’Shine – Apprehension (Aly & Fila Mix) - 8:00
13. Armin van Buuren – Who’s Afraid Of 138?! (Photographer Radio Edit) - 3:36
14. Jase Thirlwall – Freaked (Original Mix - Armin van Buuren Mashup z "Skyfire") - 8:28
15. Shogun - Skyfire (Official Radio Edit - Armin van Buuren Mashup z "Freaked") - 2:27
16. Photographer – Airport (Radio Edit - Armin van Buuren Mashup z "Shivers") - 4:42
17. Armin van Buuren feat. Susana – Shivers (Radio Edit - Armin van Buuren Mashup z "Airport") - 3:09
18. A.R.D.I. – Beyond The Time (Radio Edit) - 3:51